# Ковальчук Станіслав Мар'янович
Станіслав Мар'янович Ковальчук (нар. 28 березня 1942, м. Тернопіль) — український живописець. Член НСХУ (1992), заслужений художник України (2015). Літературно-мистецька премія імені Михайла Бойчука (1990).

## Життєпис

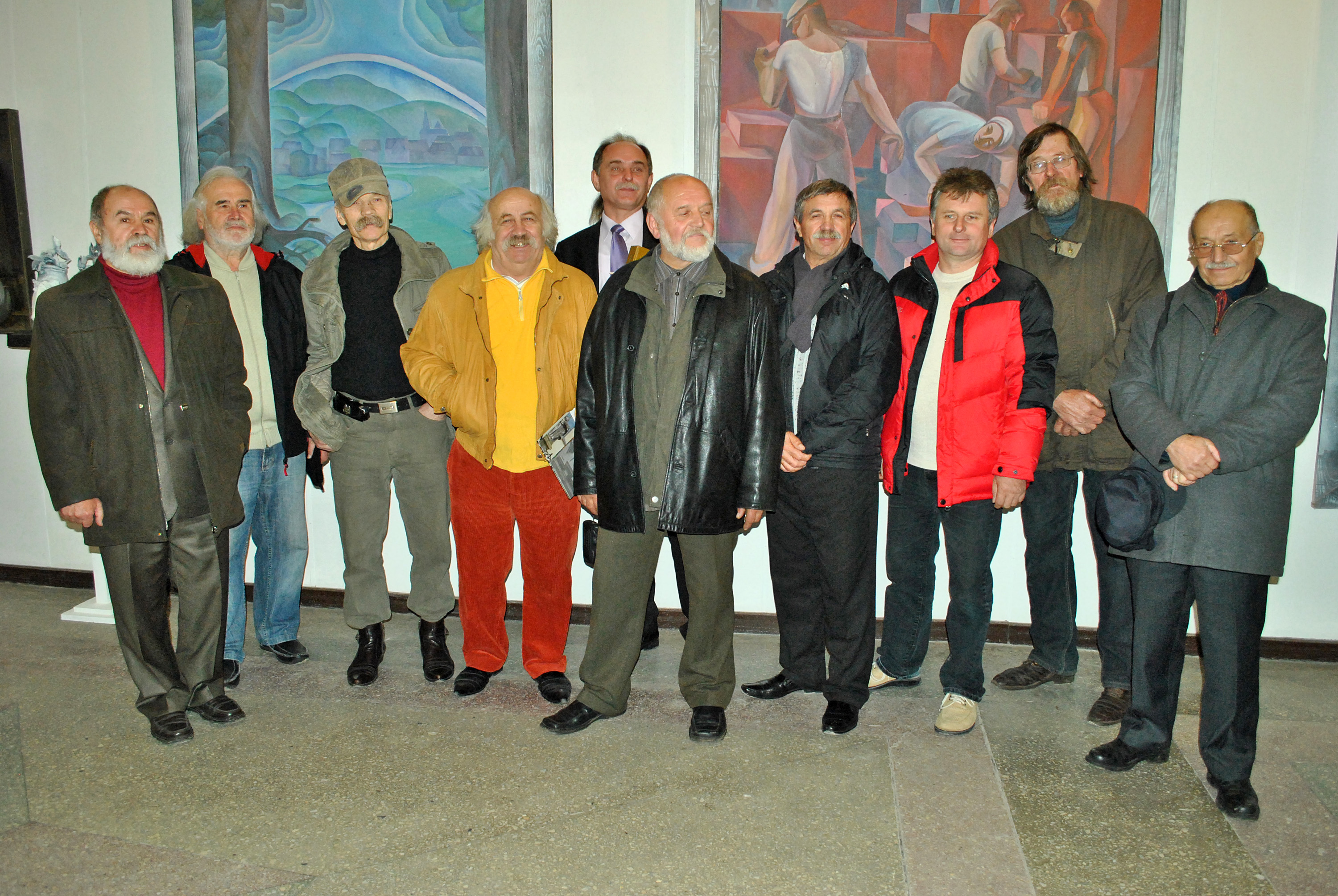
Лауреати літературно-мистецької премії імені Михайла Бойчука. Четвертий зліва — Станіслав Ковальчук.

Закінчив Львівське училище прикладного мистецтва (1968, нині Львівський державний коледж декоративного і ужиткового мистецтва імені Івана Труша).
Проживає в Тернополі. Займається монументальним (розпис) і станковим (натюрморт, пейзаж, портрет) малярством.
Від 1990 — член мистецького гурту «Хоругва».

## Виставки
Учасник колективних виставок у містах України, в Москві (нині РФ) та Братиславі (нині Словаччина); індивідуальні — Тернопіль (1972, 1992), Новосибірськ (нині РФ) і Москва (1982).

## Доробок
- картини:
  - «Натюрморт з яблуком» (1979; олія),
  - «Пейзаж» (1982; олія),
  - триптих «Людина і природа» (1985), «Портрет дочки Соломії», «Старий млин» (1999; олія);
- монументальні роботи (темпера):
  - розпис «Свято врожаю» у Микулинецькій водогрязелікарні (1982; співавтор),
  - 6 геральдичних композицій у Тернопільській ЗОШ № 1 (1986),
  - 7 розписів у Тернопільській ЗОШ № 13 (1988);
  - портрети козацьких полковників Максима Кривоноса, Яська (Якова) Воронченка, Івана Федорченка, Кулака, Степка, які розміщені в залі Козацької слави Збаразького замку Національного заповідника «Замки Тернопілля» (1999)[2][3]